# Castello di Bastia
Il castello di Bastia è una fortificazione con caratteristiche architettoniche rinascimentali che situata nella frazione omonima, nel comune di Licciana Nardi, in provincia di Massa Carrara, nella regione storica della Lunigiana.

La fortezza, che per la possente struttura ebbe la fama di "castello inespugnabile", si erge su una collina nella valle del Taverone e risale al XIII secolo.

Il toponimo, dal francese batir (costruire), è adoperato per indicare un'opera fortificata che veniva costruita rapidamente per rimediare a qualche cedimento nel sistema difensivo di un castello, di una cinta muraria, nella difesa di un borgo o di una città.

## La storia
La Bastia fu compresa negli impegni che Francesco d'Olivola prese nei riguardi dei marchesi Malaspina di Villafranca nel 1294 e nel 1307.

Nel 1416 venne occupata dai genovesi per vendicare l'omicidio del provicario genovese della Spezia Oderico Biassa per mano dei marchesi di Villafranca per poi ritornare in possesso di questi ultimi nel 1423.

Durante la guerra dal 1424 al 1428 fra il comune di Firenze e il duca di Milano Filippo Maria Visconti fu presidiata dai fiorentini con l'intento di bloccare probabili infiltrazioni in Lunigiana delle truppe milanesi attraverso gli appennini.
Nel Cinquecento Bastia rientrò nella formazione del marchesato di Monti sotto Giovanni Spinetta. È probabile che questo avvenimento e soprattutto la diffusione delle armi da fuoco siano stati la causa di quei rinnovamenti strutturali che poco dopo diedero a Bastia la fama di "castello inespugnabile". Alla morte di Spinetta nel 1535 la Bastia fu divisa tra i suoi figli e divenne feudo indipendente con Fioramonte II, la cui dinastia continuò fino al 1783. Questi secoli di governo furono caratterizzati da brutte vicende dovute a lotte di successione, soprusi dei marchesi e ribellioni. In particolare nella prima metà del XVII secolo il fratello del marchese Carlo, Nestore, compì numerosi crimini causando una sollevazione popolare tanto che intervenne il Granduca di Toscana per ristabilire l'ordine. Le sommosse e gli omicidi però continuarono fino all'uccisione di Nestore da parte dei ribelli.
Oltre alle tormentate vicende interne, che hanno accompagnato il succedersi della dinastia di Bastia, occorre ricordare un aneddoto dell'ultima marchesa Annetta Malaspina sposata al marchese di Mulazzo Giovanni Malaspina. Questa donna era dotata di una invidiabile bellezza tanto da essere celebrata da poeti come Vincenzo Monti ed Innocenzo Frugoni e al centro delle attenzioni della corte di Parma. Dietro la spinta del gesuita parmense Bettinelli tentò un'azione diplomatica a favore dei gesuiti francesi e fu mandata alla corte di Francia per conquistare l'amore di Luigi XV e soppiantare la marchesa di Pompadour. Considerato il fascino ma anche la fama di donna di talento la "conquista" doveva essere cosa facile ma per motivi non del tutto chiari il tentativo fallì e la marchesa tornò in patria solo con una modesta pensione della corte francese.

## La struttura oggi

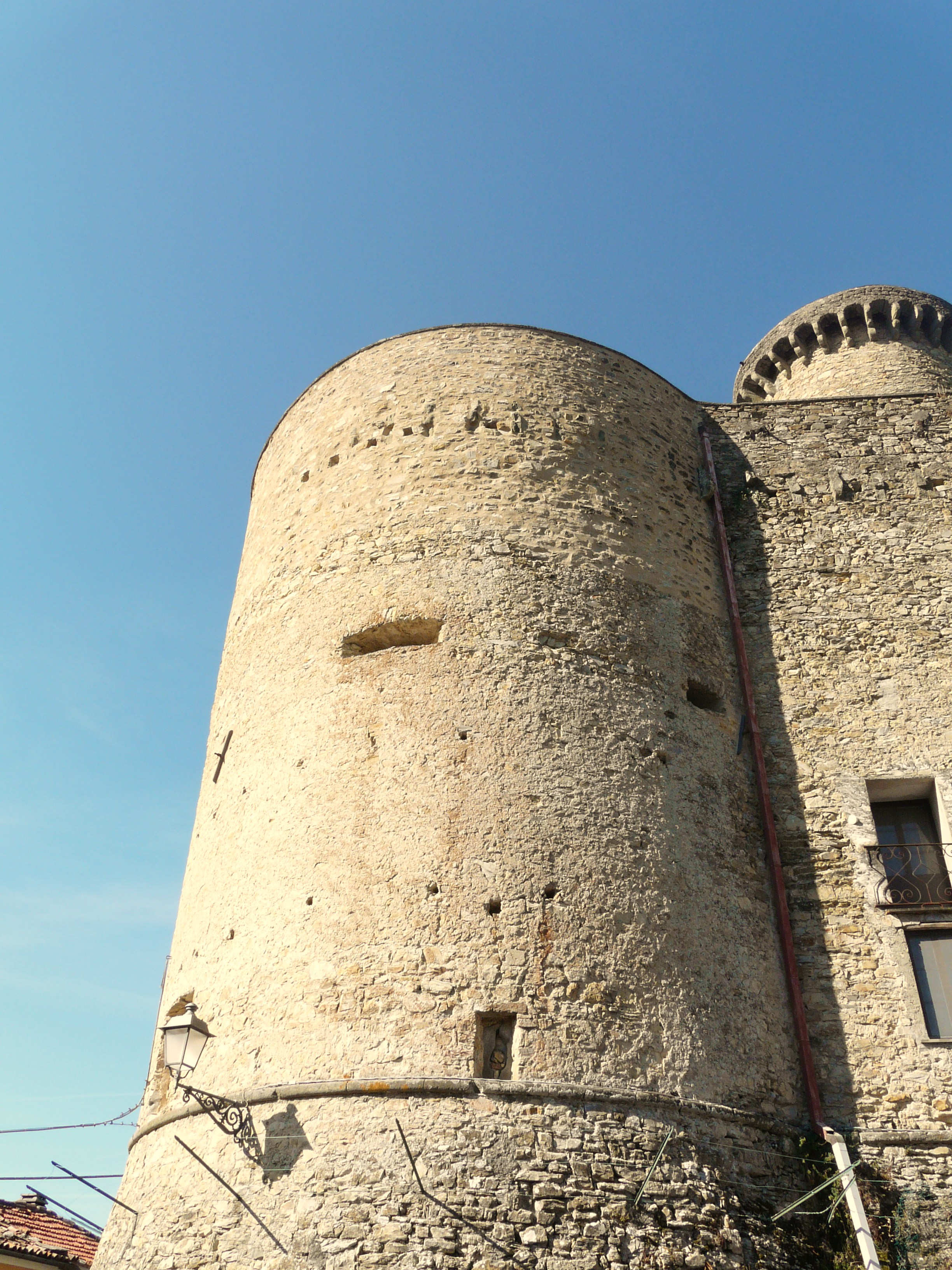

Oggi il castello è posseduto da privati ed è ancora perfettamente conservato.
Ha pianta trapezoidale con quattro torri angolari cilindriche unite da una cortina muraria con cammino di ronda ricollegabili a una costruzione postmedievale. Risulta difficile invece riconoscere con esattezza l'epoca del mastio centrale all'interno delle mura che, in seguito a una ristrutturazione, ha perso i tratti probabilmente medievali.